# CLEC7A
CLEC7A (англ. C-type lectin domain family 7 member A, лектин С-типа домен семейство 7 член A; CD369), или дектин-1 (англ. Dectin-1) — мембранный белок семейства лектинов типа С. Продукт гена человека CLEC7A. 

## Структура
CLEC7A состоит из 247 аминокислот, молекулярная масса 27,6 кДа. Содержит лектиновый домен типа C и активирующий ITAM-подобный мотив.

## Функции
CLEC7A является мембранным белком 2-го типа из семейства лектинов типа С. Внеклеточный лектиновый домен распознаёт β-1,3- и β-1,6-связанные глюканы и, таким образом, служит как рецептор опознавания паттерна глюканов растительного и грибкового происхождения. Участвует во врождённом иммунитете. Связывание лиганда приводит к стимулированию переноса сигнала, опосредованного ITAM-мотивом. CLEC7A может индуцировать как Syk-зависимый, так и Syk-независимый сигнальные пути. Димеризация белка приводит к фосфорилированию киназ семейства Src и рекрутированию тирозинкиназы Syk, которая активирует фактор транскрипции NF-κB. NF-κB отвечает за синтез множества воспалительных цитокинов и хемокинов, включая TNF, IL-23, IL-6, IL-2. Кроме воспалительной реакции это приводит к оксидативному стрессу, образованию метаболитов арахидоновой кислоты, созреванию дендритных клеток и фагоцитозу лиганда.

### Противогрибковый иммунитет
CLEC7A распознаёт виды нескольких родов грибков, включая Saccharomyces, Candida, Pneumocystis, Coccidioides, Penicillium и другие. Распознавание этих патогенов вызывает такие защитные реакции, как фагоцитоз и окислительный стресс, а также образование противогрибковых цито- и хемокинов (TNF, CXCL2, IL-1b, IL-1a, CCL3, GM-CSF, G-CSF и IL-6) и развитие Т-хелперов 17.

### Ко-стимулирующая молекула
CLEC7A может играть роль ко-стимулирующей молекулы путём распознавания лиганда на поверхности T-лимфоцитов, что приводит к клеточной активации и пролиферации. Дектин-1 также связывает CD4+ и CD8+ T-клетки.

## Тканевая специфичность
Белок экспрессирован на дендритных клетках, моноцитах, макрофагах и B-лимфоцитах.